# Green Book (film)
Green Book è un film del 2018 diretto da Peter Farrelly, vincitore di tre premi Oscar nel 2019, tra cui quello come miglior film dell'anno.
Il film ha come attori Viggo Mortensen e Mahershala Ali e racconta l'amicizia tra un italoamericano e un pianista afroamericano nell'America degli anni sessanta. È ispirato alla storia vera di Don Shirley e Tony Lip (pseudonimo di Frank Anthony Vallelonga), attore e padre di uno degli sceneggiatori del film, Nick Vallelonga.

## Trama
Nel 1962, dopo la chiusura temporanea del nightclub di New York Copacabana per lavori di ristrutturazione, Tony Vallelonga deve trovare a tutti i costi un lavoro per mantenere la sua famiglia. Sfruttando anche la propria capacità oratoria, grazie alla quale si è meritato il soprannome di Tony "Lip", accetta di lavorare per il pianista classico afroamericano Don Shirley, facendogli da autista e da bodyguard in un tour nel sud degli Stati Uniti, zona in cui è ancora in vigore la segregazione razziale dei neri. La casa discografica di Don impone a Tony il rispetto completo delle scadenze dei concerti e gli consegna una copia del cosiddetto Green Book, una guida turistica in cui sono indicati gli alberghi e i ristoranti nei quali gli afroamericani vengono accolti, anziché segregati.
Il rapporto tra i due uomini è inizialmente diffidente e problematico, sia a causa dei pregiudizi di Tony, sia per il carattere altezzoso di Don, il quale mal sopporta le sue abitudini rozze, che vede come un insulto sulla sua etnia; pian piano però Tony si rende conto dell'evidente talento di Don e comprende che, nonostante il pianista sia accolto trionfalmente durante i suoi concerti, subisce vessazioni e violenza proprio a causa dei forti pregiudizi contro i neri. A poco a poco tra i due uomini si instaura una forte amicizia: Tony salva Don dall'aggressione di un gruppo di bianchi in un bar e gli impone di non andare mai più in giro senza di lui; Don, d'altro canto, lo aiuta a scrivere lettere romantiche a sua moglie Dolores.
Il viaggio procede con alcuni episodi sgradevoli: Don viene arrestato per via di un incontro omosessuale, allora interviene Tony corrompendo con una mazzetta i poliziotti affinché lo liberino. Questo fa infuriare il pianista, che avrebbe preferito essere trattenuto ulteriormente piuttosto che ricorrere a un mezzo così vile. Successivamente i due vengono fermati da alcuni agenti in una città dove vige il coprifuoco per i neri; Tony ne aggredisce uno dopo essere stato provocato, cosa che causa l'arresto di entrambi. Don riesce a contattare il suo avvocato e, grazie all'intervento di Robert Kennedy, i due vengono rilasciati. In seguito a questo avvenimento, Don confessa a Tony tutto il suo dolore: non potrà mai integrarsi pienamente nella comunità bianca americana ed esibirsi suonando musica classica, ma anche quella afroamericana lo rifiuta perché suona musica non afroamericana, pertanto sarà per sempre costretto a vivere in conflitto con sé stesso, a metà tra i due mondi.
La sera dell'ultimo concerto a Birmingham, in Alabama, a Don viene impedito di cenare con Tony e i suoi amici nella sala dove si terrà lo spettacolo, poiché riservata solo ai bianchi. Dopo una discussione con il proprietario, la scelta se tenere o meno il concerto viene data a Tony, il quale, pur mettendo a repentaglio il proprio stipendio, decide di annullare l'esibizione; porta così Don in un locale di ritrovo per afroamericani, dove il pianista ha modo di suonare uno Studio di Chopin, soddisfacendo il proprio desiderio di suonare musica classica, ed un'improvvisazione blues che entusiasma tutti i presenti.
Don e Tony si mettono in viaggio per New York, durante il quale vengono nuovamente fermati da un’auto della polizia: stavolta però l’agente si mostra amichevole, informandoli che hanno una gomma a terra. Sul finire del viaggio, Tony si sente troppo stanco per guidare, così Don prende il volante e porta l'amico a casa in tempo per festeggiare con la sua famiglia la vigilia di Natale. I due amici si separano e Don torna nel suo appartamento solitario sopra la Carnegie Hall; poco dopo, tuttavia, si reca a casa di Tony, dove viene accolto calorosamente da tutta la famiglia Vallelonga.

## Produzione
La produzione iniziò a New Orleans nel novembre 2017. Per il suo ruolo, Viggo Mortensen dovette ingrassare di circa 20 chili.
Il budget del film fu di 23 milioni di dollari.

## Distribuzione
La pellicola fu presentata in anteprima al Toronto International Film Festival l'11 settembre 2018. Fu distribuita nelle sale cinematografiche statunitensi il 21 novembre 2018, mentre in Italia il 31 gennaio 2019.

## Accoglienza

### Incassi
Il film ha incassato 85080171 US$ nel Nord America e 236666343 $ nel resto del mondo, per un totale di 321746514 $ in tutto il mondo.

### Critica
Sull'aggregatore Rotten Tomatoes il film riceve il 78% delle recensioni professionali positive con un voto medio di 7,25 su 10 basato su 334 critiche, mentre su Metacritic ottiene un punteggio di 69 su 100 basato su 52 recensioni.
Green Book fu in generale lodato per la storia e le interpretazioni dei protagonisti, ma fu anche rilevata la somiglianza con il film A spasso con Daisy.

## Riconoscimenti
- 2020 - David di Donatello
  - Candidatura per il Miglior film straniero
- 2019 - Premio Oscar
  - Miglior film a Jim Burke, Brian Hayes Currie, Peter Farrelly, Nick Vallelonga, Charles B. Wessler
  - Migliore attore non protagonista a Mahershala Ali
  - Miglior sceneggiatura originale a Nick Vallelonga, Brian Currie e Peter Farrelly
  - Candidatura per il migliore attore protagonista a Viggo Mortensen
  - Candidatura per il miglior montaggio a Patrick J. Don Vito
- 2019 - Golden Globe
  - Miglior film commedia o musicale
  - Miglior attore non protagonista a Mahershala Ali
  - Migliore sceneggiatura a Brian Hayes, Peter Farrelly e Nick Vallelonga
  - Candidatura per il migliore attore in un film commedia o musicale a Viggo Mortensen
  - Candidatura per il miglior regista a Peter Farrelly
- 2018 - Toronto International Film Festival
  - Premio del pubblico[9]
- 2018 - Mill Valley Film Festival
  - Premio del pubblico
- 2018 - Hollywood Film Awards
  - Miglior sceneggiatore
  - Miglior cast
- 2018 - Palm Springs International Film Festival
  - Chairman's Vanguard Award
- 2018 - Philadelphia Film Festival
  - Premio del pubblico
- 2018 - National Board of Review Awards
  - Miglior film
  - Miglior attore a Viggo Mortensen
- 2018 - American Film Institute[10]
  - Migliori dieci film dell'anno
- 2018 - Santa Barbara International Film Festival
  - American Riviera Award a Viggo Mortensen
- 2018 - Rome Film Festival
  - In concorso per il Premio del Pubblico
- 2019 - Satellite Award[11]
  - Candidatura per il miglior film commedia o musicale
  - Candidatura per il miglior attore in un film commedia o musicale a Viggo Mortensen
  - Candidatura per il miglior attore non protagonista a Mahershala Ali
  - Candidatura per il miglior regista a Peter Farrelly
  - Candidatura per la miglior sceneggiatura originale a Nick Vallelonga, Brian Hayes Currie e Peter Farrelly
- 2019 - Screen Actors Guild Award[12]
  - Migliore attore non protagonista a Mahershala Ali
  - Candidatura per il migliore attore protagonista a Viggo Mortensen
- 2019 - Producers Guild of America Award
  - Darryl F. Zanuck Award per il miglior film
- 2019 - British Academy Film Awards
  - Miglior attore non protagonista a Mahershala Ali
  - Candidatura per il miglior film
  - Candidatura per il miglior attore protagonista a Viggo Mortensen
- 2019 - AACTA International Awards 2019
  - Miglior attore non protagonista a Mahershala Ali
  - Candidatura per il miglior attore a Viggo Mortensen